# Giosuè Giuppone

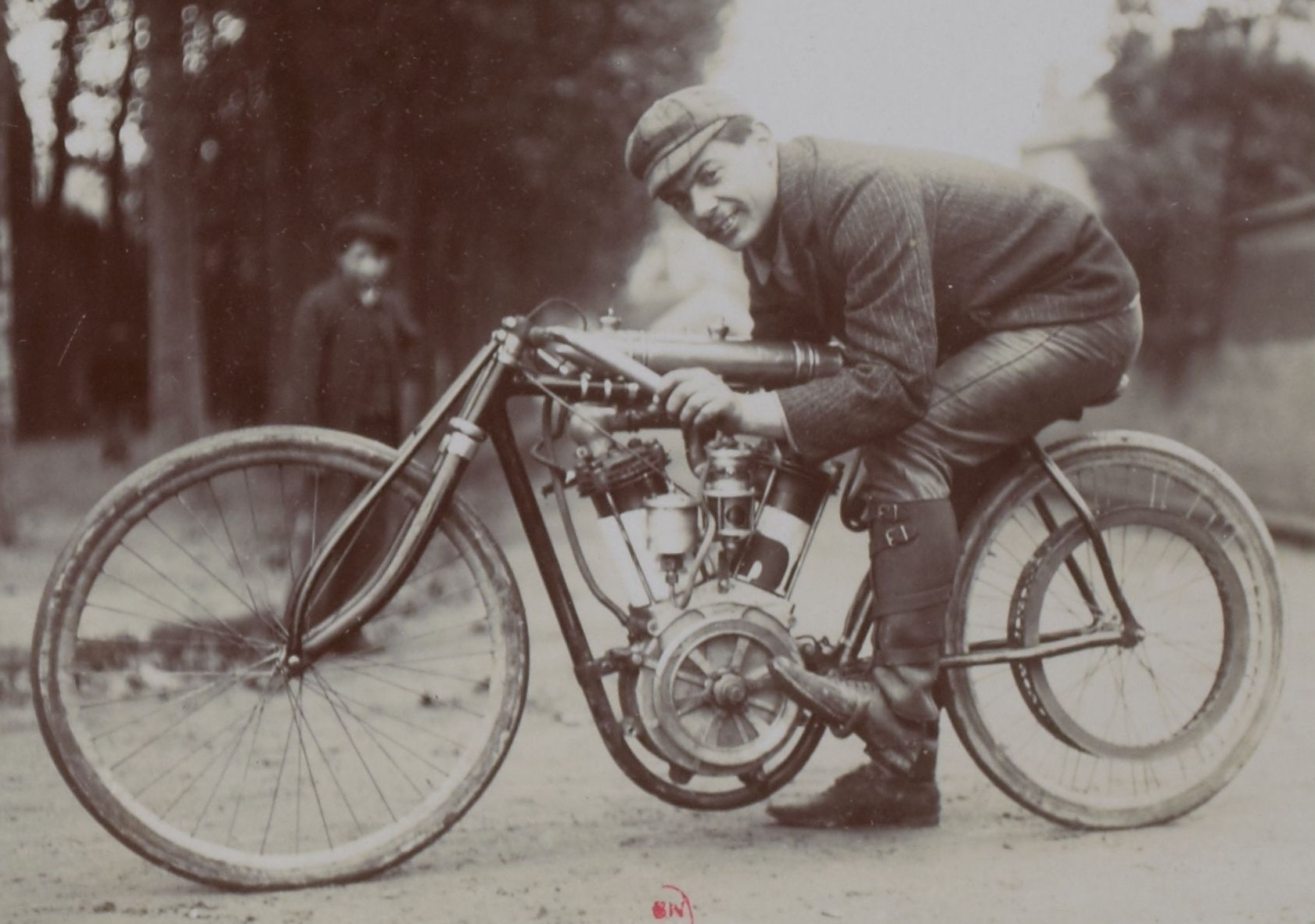
Giosuè Giuppone, ici au kilomètre de Dourdan en octobre 1906, sur Peugeot II V2 à pneus Le Lion (vainqueur en 28 secondes, devant Cissac, à 128.571 km/h).

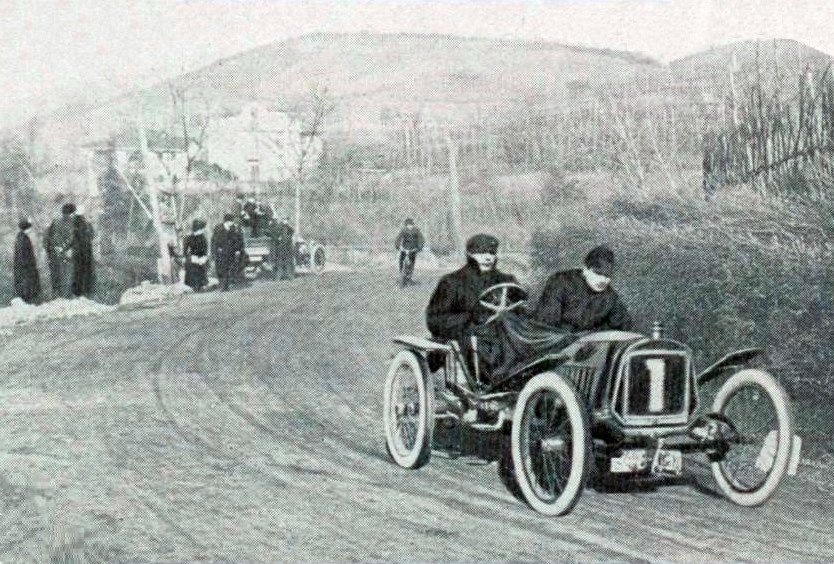
Giosuè Giuppone vainqueur de la Ire Corsa Vetturette Torino (ou Coupe du roi), en janvier 1908.

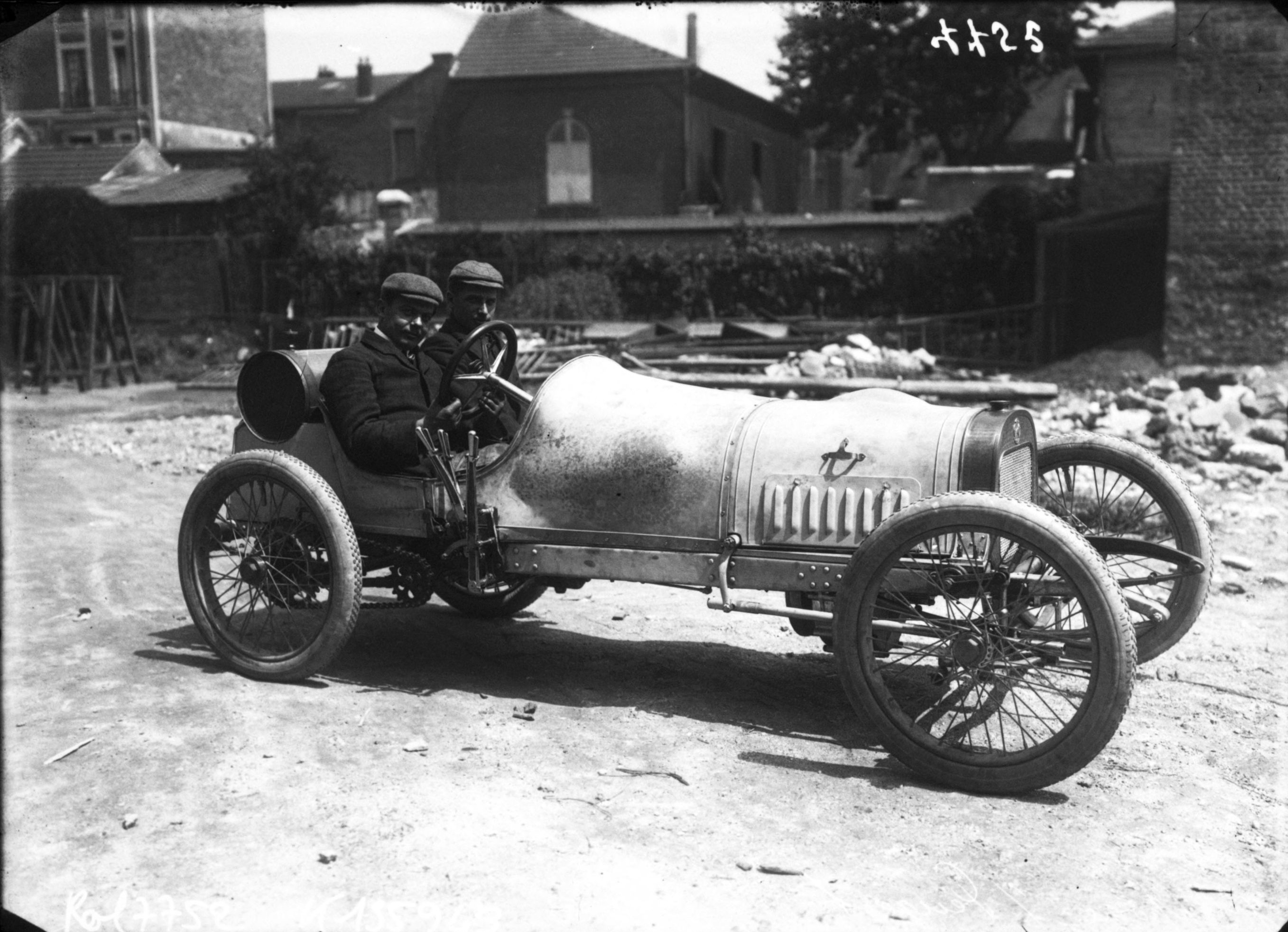
Giosuè Giuppone en 1908 au Grand Prix des Voiturettes de Dieppe.

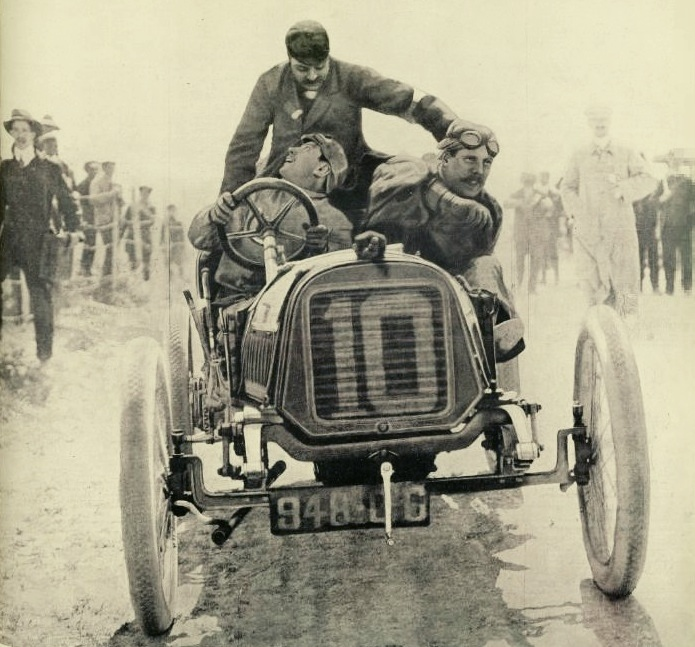
Giosuè Guippone vainqueur de la IIe Corsa Vetturette Madonie sur Peugeot-Lion, au circuit sicilien en mai 1908.

Giosuè Giuppone, né le 29 septembre 1878 à Calco (Lombardie) et mort le 16 septembre 1910 à Wirwignes (dans le Boulonnais, au Pas-de-Calais) à près de 32 ans, est un pilote italien de vitesse moto devenu pilote automobile, ayant effectué l'ensemble de sa courte carrière avec le constructeur français Peugeot.

## Biographie
En Italie, il obtient deux titres nationaux comme coureur cycliste de demi-fond sur piste derrière derny, en 1903 et 1904 sur 100 kilomètres, avant d'émigrer définitivement en France.
Il commence ses activités sportives en France également par des courses cyclistes, il est pistar professionnel en 1903 et 1904. 
Il gagne la course italienne Padova-Bovolenta sur motocyclette Peugeot en 1905 (après avoir été deuxième de l'épreuve en 1904).
Sa carrière motocycliste s'étale ensuite de 1905 à 1909. Ses premiers podiums français dans la discipline sont obtenus dès avril 1905, toujours sur Peugeot, en terminant deuxième respectivement de la première course de la Coupe Hydra (au Parc des Princes), des Éliminatoires Françaises de la Coupe Internationale du Motocycle-Club de France et aussi de la Coupe Internationale du Motocycle-Club de France (le MCF, sur un parcours de près de 270 kilomètres). Il bat à l'époque toujours au Parc des Princes les records du monde de l'heure avec 102,368 kilomètres parcourus et des 100 kilomètres pour motocyclettes de moins de 50 kilos avec 90,662 km parcourus (il parcourt les cent kilomètres en 1 h 6 min). Il décroche ensuite le record du monde de l'heure sans limitation de poids avec 102,368 km parcourus.
Lors du Tour de France motocycliste 1905, il termine deuxième de la catégorie tiers de litre derrière Henri Cissac, l'autre pilote maison, sur une type Z avec 2 134 kilomètres parcourus sans le moindre avatar mécanique, pour les deux hommes. En juin 1906 à Ostende, il devient le recordman mondial de vitesse à moto, sur Peugeot V2 à 139,53 km/h (et le reste jusqu'en janvier 1907), en effaçant la performance de son équipier Vincenzo Lanfranchi établie avec le même modèle lors du kilomètre de Dourdan en octobre 1904 (123,29 km/h). Il gagne également le kilomètre de Dourdan, devant Cissac, en 28 secondes et à 128,571 km/h.
Giuppone court aussi à l'international. En 1908, il remporte la Coppa Vetturette à Turin avec le meilleur temps en course, le Circuit des Madonies et la première Coupe de Catalogne (course internationale dédiée aux voiturettes). En 1909 il devient le premier motard du continent à participer au Tourist Trophy de l'île de Man, se classant douzième avec sa Peugeot pour sa dernière course sur deux roues. 
En 1909, il gagne la course de côte de Baincthun (à Boulogne), sur Peugeot Lion chaussée par Michelin, ainsi que dans cette discipline des trophées de catégorie, notamment à Gaillon (où les voiturettes manquent de puissance dans les forts dénivelés). Après avoir participé à la Targa Florio un mois auparavant, Giuppone remporte au mois de juin la Coupe des Voiturettes organisée par le journal L'Auto et par l'Automobile Club de France sur le Circuit de Boulogne, de 37,6 kilomètres, à près de 80 km/h, pour la quatrième édition d'une épreuve. Il obtient aussi une troisième place à la Coupe de Normandie des Voiturettes (à Caen), remporte la course de côte du Val de Cuech, puis la première Coupe Voiturettes d'Ostende.
En 1910 il termine deuxième de la Coupe de Catalogne Voiturettes, derrière son équipier Jules Goux et remporte l'un de ses derniers succès à la côte du Val de Cuech. En fin d'année, alors qu'il se prépare pour la saison suivante, Giosuè Giuppone se tue dans la côte de Wirwignes (près du château du Quenneval) : tentant d'éviter deux cyclistes venant en sens inverse qui avaient pourtant fait un écart à son arrivée, sa roue avant percute un tuyau en ciment, faisant partir sa Peugeot Lion en tonneaux. Touché à la tête il décède sur place, mais son mécanicien accompagnant n'est que légèrement blessé au nez.
Depuis l'évènement tragique, tous les ans, son monument commémoratif, érigé sur la Route Nationale 341 près de la rivière Liane, inauguré en présence de Georges Boillot, ami du maire de Wirwignes, de Charles Faroux rédacteur à L'Auto, du directeur de la maison Peugeot, Dugand, du président de la section boulonnaise de l'Automobile-Club du Nord, Crespel et, du curé de la commune, est refleuri par une association d'automobilistes britanniques.
Paolo Zuccarelli est engagé en 1911 pour remplacer Giuppone chez Peugeot comme nouveau pilote aux côtés de ses ancien équipiers Jules Goux, Georges Boillot, et René Thomas.
Ses cousins germains Stefano et Serafino Giuppone ont été également coureurs cyclistes.

## Récompense
- Chauffeur automobile de l'année 1909, pour La Vie au grand air.

## Pour approfondir